# 창덕궁 회화나무 군
창덕궁 회화나무 군(昌德宮 회화나무 群)은 창덕궁 돈화문 안에 있는 회화나무 여덟 그루이다. 2006년 4월 6일 대한민국의 천연기념물 제472호로 지정되었다.

## 개요
창덕궁 회화나무는 창덕궁 돈화문을 들어서자마자 관람로 양 옆에 나란히 자라고 있는 회화나무 8그루로 나무높이는 15.0~16.0m, 가슴높이 줄기직경은 90~178cm에 이르는 노거수이다. 
회화나무는 궁궐 입구에 특별한 사유를 가지고 심어 가꾸어 왔는데, 창덕궁 돈화문 주변은 궁궐의 삼조(三朝) 중 조정의 관료들이 집무하는 관청이 배치되는 외조(外朝)의 공간에 해당되는 곳으로 궁궐 입구 주변에는 예로부터 중국 궁궐 건축의 기준이 되는 「주례(周禮)」에 따라 회화나무를 심었다.
「주례(周禮)」에 따르면 외조(外朝)는 왕이 삼공(三公)과 고경대부(孤卿大夫) 및 여러 관료와 귀족들을 만나는 장소로서 이 중 삼공(三公)의 자리에는 회화나무(槐)를 심어 삼공(三公) 좌석의 표지(標識)로 삼았다고 하며, 이 때문에 회화나무는 삼공 위계(位階)의 뜻으로 사용되기도 하였다고 한다. (‘면삼삼괴삼공위언(面三三槐三公位焉)<「주례(周禮)」, 추관(秋官), 조사(朝士)>’)
창덕궁 회화나무는 위와 같은 사유로 궁궐 앞에 심겨진 회화나무 중 남겨진 것으로 추정하며, 1820년대 중반에 제작된 「동궐도(東闕圖)」에도 노거수로 그려져 있는 것으로 보아 수령은 300~400여년으로 추정된다. 
또한 이들 회화나무 8그루는 조선시대 궁궐의 배식 기준과 의미를 살펴볼 수 있는 중요한 노거수로 판단된다. 

## 참고 도서
- 문화재청, 《문화재이야기여행 천연기념물 100선 보관됨 2016-08-28 - 웨이백 머신》, pp46~51, 2016-03-31

## 참고 자료
- 창덕궁 회화나무 군 - 국가유산청 국가유산포털